# Фифа, Илиас
Илиас Фифа (исп. Ilias Fifa; араб. إلياس فيفا‎; род. 16 мая 1989, Танжер, Марокко) — испанский легкоатлет марокканского происхождения, специализирующийся в беге на длинные дистанции. Чемпион Европы 2016 года в беге на 5000 метров. Чемпион Испании. Участник летних Олимпийских игр 2016 года.

## Биография
В детстве жил в обычной марокканской семье, уже с 13 лет весь день проводил на рынке, где работал грузчиком. В это время он начал мечтать об Испании, где, по мнению Илиаса, у него было бы больше возможностей устроить жизнь. В 17 лет вместе с ещё несколькими подростками ему удалось незаконно пересечь испанскую границу. Ему пришлось прятаться под грузовиком, чтобы попасть на паром до Альхесираса, а затем чтобы выбраться с него на территорию страны. В течение трёх дней он блуждал по портовому городу, не зная языка и не имея денег. Наконец, ему удалось встретить марокканского юношу, который согласился купить билет Илиасу до Барселоны (на которую Фифа возлагал свои главные надежды). В столице Каталонии он вновь бесцельно провёл трое суток, ночуя в парке, когда на него обратила внимание полиция. После опроса в участке он был помещён в общежитие Красного Креста, а спустя три месяца — в приют для несовершеннолетних Санта-Перпетуа де Могода.
До этого момента жизнь Илиаса никак не была связана со спортом. Он начал бегать в приюте, задавшись целью начать правильную жизнь: перед глазами был негативный пример сверстников, других воспитанников центра, которые употребляли курительные смеси. Через какое-то время его желание заниматься спортом заметили и разрешили ежедневно ездить на тренировки к Эстер Родригес из Ассоциации лёгкой атлетики Каталонии. На первых порах это был всего лишь повод, чтобы легально покидать приют, но постепенно Илиасу стал нравиться и сам процесс бега.
Его результаты росли, и в 22 года после установления личного рекорда на дистанции 5000 метров (13.39,70) его пригласил к себе тренер Рафаэль Каро. Илиас стал членом клуба «Барселона», получил стипендию, однако не мог выступать на международных соревнованиях, поскольку по-прежнему был гражданином Марокко. Предложение выступать за свою историческую родину он отверг, поскольку связывал будущее только с Испанией. В результате, чтобы иметь средства к существованию, ему приходилось работать полный рабочий день кладовщиком, затем уборщиком в клининговой компании. Испанский паспорт Илиас получил в июле 2015 года и уже спустя месяц дебютировал за сборную на чемпионате мира, где не смог пробиться в финал бега на 5000 метров.
На чемпионате Европы 2016 года выступал в качестве лидера европейского сезона. В драматичной борьбе ему удалось вырвать золотую медаль в беге на 5000 метров, лишь по фотофинишу опередив сразу трёх соперников (у всех призёров был абсолютно одинаковый результат с точностью до сотых).
Участвовал в Олимпийских играх в Рио-де-Жанейро, где закончил борьбу на стадии предварительных забегов.

## Основные результаты
| Год  | Турнир                     | Место проведения         | Дисциплина      | Место       | Результат |
| ---- | -------------------------- | ------------------------ | --------------- | ----------- | --------- |
| 2015 | Чемпионат мира             | Пекин, Китай             | 5000 м          | 13-е (заб.) | 13.28,29  |
| 2015 | Чемпионат Европы по кроссу | Йер, Франция             | кросс 10,117 км | 5-е         | 30.02     |
| 2016 | Чемпионат Европы           | Амстердам, Нидерланды    | 5000 м          | 1-е         | 13.40,85  |
| 2016 | Олимпийские игры           | Рио-де-Жанейро, Бразилия | 5000 м          | 23-е (заб.) | 13.30,23  |
| 2016 | Чемпионат Европы по кроссу | Кья, Италия              | кросс 9,94 км   | 6-е         | 28.19     |